# Deniz Akkoyun
Deniz Akkoyun (Amersfoort, 5 november 1984) werd op 30 november 2008 verkozen tot Miss Nederland 2008. Ze is hiermee de twintigste Miss Nederland en bovendien de eerste Miss Nederland van Turkse afkomst. In december werd ze ambassadrice van het Dolphin Fund.

## Opleiding en carrière
Na het gymnasium begon Akkoyun aan de studie Rechtsgeleerdheid. Haar bachelor behaalde ze in 2007 aan de Vrije Universiteit Amsterdam. Daarna heeft ze een jaar Turks recht gestudeerd aan Universiteit van Bilgi en Universiteit van Galatasaray in Istanboel. Anno 2009 is ze bezig met het afronden van haar masters in Strafrecht en Informatierecht aan de VU en de UvA.
Sinds januari 2009 is Akkoyun naast haar studie en haar activiteiten als Miss Nederland tevens werkzaam als personal assistant van Jort Kelder.
Akkoyun speelde een rol in de film Gangster Boys, welke in februari 2010 in première ging.